# Lomba (Lugo)
Lomba (en gallego y oficialmente, A Lomba) es una localidad del municipio de Bóveda, en la provincia de Lugo, España. Pertenece a la parroquia de Martín y se encuentra muy cerca del límite con el municipio de Monforte de Lemos.
Se encuentra a 448 metros de altitud, a los pies de la sierra de Reboredo. En 2022 tenía una población de 2 habitantes, 1 hombre y 1 mujer.